# Ducat de Marlborough
El Ducat de Marlborough (referit a Marlborough a Wiltshire) és un títol hereditari de la noblesa d'Anglaterra. El primer posseïdor del títol va ser John Churchill (1650-1722), el famós general anglès, i sovint quan hom es refereix en un context històric al "Duc de Marlborough" es refereix a ell. La cèlebre cançó popular "Mambrú se'n va anar a la guerra" procedeix de la deformació de la fonètica del seu cognom.

## Història
El ducat va ser creat el 1702 per la Reina Anna; John Churchil, l'esposa del qual era una favorita de la reina, anteriorment havia estat nomenat Lord Churchill d'Eyemouth a la noblesa d'Escòcia el 1682; títol que s'extingí amb la seva mort, i Comte de Marlborough el 1689 pel Rei Guillem III. Anna honorà a Churchill, després del seu lideratge a la victòria contra els francesos a Blenheim, concedint-li la senyoria reial de Woodstock, i construint-li un palau a càrrec de la corona que rebria el nom de "Blenheim". La construcció s'inicià el 1705 i finalitzà el 1722, any de la seva mort. El palau de Blenheim segueix sent la seu ducal de Marlborough.
El primer duc també va ser honorat amb títols imperials: l'emperador Josep I el creà Príncep del Sacre Imperi Romanogermànic el 1704, i el 1705 va ser creat Príncep de Mindelheim; però el 1714 va haver de renunciar al títol de Mindelheim pel Tractat d'Utrecht, el qual retornà a Baviera. D'acord amb algunes fonts, a canvi va rebre el principat de Mellenburg. Malgrat tot, els seus títols imperials no van poder ser heretats per les seves filles, car a l'Imperi encara estava vigent la Llei Sàlica, i s'extingiren amb la seva mort el 1722.
El Ducat de Marlborough té diversos títols subsidiaris: Marquès de Blandford (creat el 1702), Comte de Sunderland (1643), Comte de Marlborough (1689), Baró Spencer de Wormelighton (1603) i Baró Churchill de Sandridge (1689), tots ells a la noblesa anglesa. El títol de Marquès de Blandford és emprat com a títol de cortesia per a l'hereu del ducat. Aquest, a més, pot usar també el títol de cortesia de Comte de Sunderland.
Els darrers Ducs de Marlborough són descendents del primer Duc, però no per línia masculina. Com que el primer Duc no va tenir fills supervivents, el Parlament va permetre mitjançant una Acta especial que el títol passés a la seva filla gran per dret propi. Una de les seves filles, Lady Anna Churchill es casà amb Charles Spencer, 3r Comte de Sunderland, i d'aquest matrimoni descendeixen els actuals ducs de Marlborough. Originalment usaven el cognom Spencer; però George Spencer, 5è Duc de Marlborough va obtenir una Llicència reial per portar el cognom addicional i l'escut del seu famós avantpassat, el 1r Duc de Marlborough; i així passà a anomenar-se George Spencer-Churchil. Aquest cognom doble ha continuat a la família fins a l'actualitat, fins al punt que diversos membres de la família han preferit anomenar-se simplement Churchill.
El 7è Duc de Marlborough va ser l'avi patern del Primer Ministre britànic Winston Churchill, que va néixer al palau Blenheim el 30 de novembre de 1874.
El títol de comte de Marlborough, creat per a John Churchill el 1689, ja havia existit anteriorment a la història anglesa, concedit per a James Ley el 1626; extingint-se el 1679.

## Successió
El Ducat de Marlborough és l'únic ducat del Regne Unit que encara pot ser heretat per una dona i mitjançant una dona. Però el Ducat no segueix la preferència masculina a la primogenitura com altres títols que permeten la successió femenina i als seus descendents cognàtics. Actualment segueix una mena de semi-llei Sàlica. La successió del Ducat segueix l'ordre següents:
1. els hereus masculins del 1r Duc legalment engendrats;
2. la seva filla gran i els seus hereus masculins legalment engendrats;
3. la seva segona filla (i la resta de filles a continuació), i els seus hereus masculins legalment engendrats;
4. la seva filla gran, la seva filla i els seus hereus masculins legalment engendrats;
5. la resta de descendents, amb la intenció que el títol de Marlborough no quedi extingit.

Malgrat això, és molt difícil que el Ducat passi d'una dona a una dona; car tots els hereus agnats d'Anna Spencer, comtessa de Sunderland (incloent la línia dels comtes Spencer, així com tota la família Spencer-Churchill, hauria d'extingir-se. Si això succeís, els títols de Churchill passarien al Comte de Jersey, l'hereu masculí d'Anna Villiers, comtessa de Jersey, germana d'Elisabeth Egerton, duquessa de Brigwater, una filla petita del primer Duc.

### El lema en espanyol
El significat del lema "Fiel pero desdichado" (Fidel però desafortunat) pot al·ludir a la inadequada compensació del pare del primer duc per les seves pèrdues a la Guerra Civil a conseqüència de la seva lleialtat al rei. Curiosament està en espanyol i no en llatí.

## Comtes de Marlborough, segona creació (1689)
Altres títols: Lord Churchill d'Eyemouth, al comtat de Berwick (Sc 1689) i Baró Churchill de Sandridge, al comtat d'Hertford (al 1685)
- John Churchill, 1r Duc de Marlborough (1650–1722), que es convertí en Duc de Marlborough el 1702.

## Ducs de Marlborough (1702)
Altres títols: Marquès de Blandford (al 1702), Comte de Marlborough, al comtat de Wiltshire (al 1689) i Baró Churchill de Sandridge, al comtat de Hertford (al 1685)
Altres títols (1r Duc): Lord Churchill d'Eyemouth, al comtat de Berwick (Sc 1682)

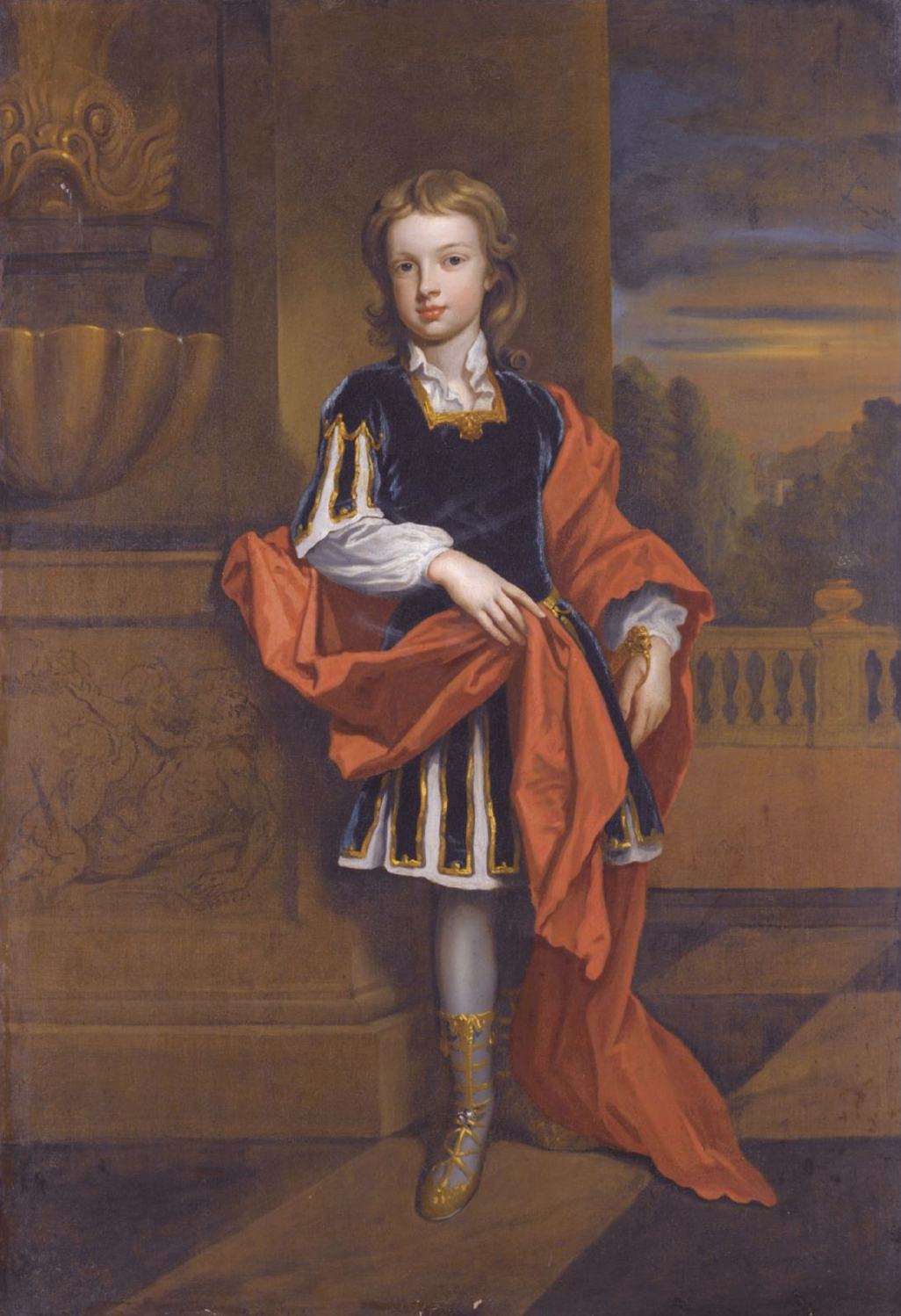
John Churchill, Marquès de Blandford (1686-1703)

- John Churchill, 1r Duc de Marlborough (1650–1722), militar i estadista.

- John Churchill, Marquès de Blandford (1686–1703), fill major del 1r Duc, morí solter
- Anna Spencer, Comtessa de Sunderland (nascuda Lady Anna Churchill; 1683–1716), segona filla del 1r Duc

- Henrietta Godolphin, 2a Duquessa de Marlborough (1681–1733), filla gran del 1r Duc, succeí el seu pare gràcies a l'Acta del Parlament de 1706.

- William Godolphin, Marquès de Blandford (1700–1731), fill major de la 2a Duquessa

Altres títols (des del 3r Duc): Comte de Sunderland (al 1643) i Baró Spencer de Wormleighton (al 1729)
- Charles Spencer, 3r Duc de Marlborough (1706–1758), tercer fill de Lady Sunderland.
- George Spencer, 4t Duc de Marlborough (1739–1817), fill major del 3r Duc.
- George Spencer-Churchill, 5è Duc de Marlborough (1766–1840), fill major del 4t Duc.
- George Spencer-Churchill, 6è Duce de Marlborough (1793–1857), fill major del 5è Duc.
- John Winston Spencer-Churchill, 7è Duc de Marlborough (1822–1883), fill major del 6è Duc i avi patern de Sir Winston Churchill.
- George Charles Spencer-Churchill, 8è Duc de Marlborough (1844–1892), fill major del 7è Duc.
- Charles Richard John Spencer-Churchill, 9è Duc de Marlborough (1871–1934), fill únic del 8è Duc.
- John Albert William Spencer-Churchill, 10è Duc de Marlborough (1897–1972), fill major del 9è Duc.
- John George Vanderbilt Henry Spencer-Churchill, 11è Duc de Marlborough (n. 1926), fill major del 10è Duc.

Hereu aparent: Charles James Spencer-Churchill, Marquès de Blandford (n. 1955), fill supervivent de l'11è Duc.
L'hereu aparent de Lord Blandford és el seu fill gran George John Godolphin Spencer-Churchill, Comte de Sunderland (n. 1992)